# Pazifikspiele 2011/Badminton

Logo der Pazifikspiele 2011

Badmintonlogo der Pazifikspiele 2011

Bei den Pazifikspielen 2011 wurden vom 5. bis zum 9. September 2011 in Nouméa, Neukaledonien, sechs Badmintonwettbewerbe ausgetragen.

## Medaillengewinner
| Disziplin    | Gold                          | Silber                                | Bronze                                |
| ------------ | ----------------------------- | ------------------------------------- | ------------------------------------- |
| Herreneinzel | Marc Antoine Desaymoz         | Arnaud Franzi                         | William Jannic                        |
| Dameneinzel  | Andra Whiteside               | Valérie Sarengat                      | Johanna Kou                           |
| Herrendoppel | Arnaud Franzi Fabien Kaddour  | Marc Antoine Desaymoz Sebastien Arias | Shivneil Chand Burty Molia            |
| Damendoppel  | Cécile Kaddour Johanna Kou    | Danielle Whiteside Andra Whiteside    | Valérie Sarengat Melissa Sanmoestanom |
| Mixed        | William Jannic Cécile Kaddour | Marc Antoine Desaymoz Johanna Kou     | Burty Molia Andra Whiteside           |
| Team         | Neukaledonien                 | Fidschi                               | Tahiti                                |

### Medaillenspiegel
| Rang  | Land          | Gold | Silber | Bronze | Gesamt |
| ----- | ------------- | ---- | ------ | ------ | ------ |
| 1     | Neukaledonien | 5    | 4      | 3      | 12     |
| 2     | Fidschi       | 1    | 2      | 2      | 5      |
| 3     | Tahiti        | 0    | 0      | 1      | 1      |
| Total | Total         | 6    | 6      | 6      | 18     |